# HMIS Narbada (U40)
«Нарбада» (англ. HMIS Narbada (U40) — військовий корабель, шлюп типу  «Блек Свон» Королівського військово-морського флоту Великої Британії за часів Другої світової війни.

## Історія створення
Шлюп «Нарбада» був закладений 30 серпня 1941 року на верфі компанії John I. Thornycroft & Company у місті Вулстон. Спущений на воду 21 листопада 1942 року, вступив у стрій 29 квітня 1943 року.
Свою назву корабель отримав на честь річки Нармада.

## Історія служби

### У складі ВМС Великої Британії
Під час випробувань після вступу у стрій на шлюпі «Нарбада» були виявлені неполадки, усунення яких тривало до середини серпня 1943 року, після чого корабель вирушив до Індії через Середземне море та Суецький канал. Прибув до Бомбею 14 вересня і був включений до складу Східного флоту. З кінця 1943 року по березень 1945 року супроводжував конвої та підтримував сухопутні війська біля узбережжя Бірми.
Протягом березня-травня 1945 року пройшов ремонт, надалі діяв з бази Трінкомалі. 26 вересня прийняв капітуляцію японського гарнізону в Порт-Блері.
21-23 лютого 1946 року, під час перебування в Бомбеї, взяв участь в повстанні індійських моряків. 

### У складі ВМС Пакистану
У 1947 році, після розділу Британської Індії, корабель увійшов до новостворених ВМС Пакистану, де отримав назву «PNS Jhelum». У 1950-1951 роках пройшов ремонт у Великій Британії, під час якого був переобладнаний на флагманський корабель (були встановлені додаткові штабні приміщення та засоби зв'язку).
У 1959 році корабель був зданий на злам.